# 陆机
陆机（261年—303年），部分文献写作陆玑，字士衡，吴郡人，西晋政治家、文学家，吴丞相陆逊之孫，吴大司马陆抗之子，与其弟陆云合称“二陆”。陸機历任晉朝著作郎、祭酒、參軍等职，於“八王之乱”中先後效力於司馬倫、司马颖政權，在鹿苑之戰大敗後被指控謀反，遭夷三族。由於其曾任職平原内史，後世亦称其為陆平原。

## 生平
陆机出身吳中名门，祖父陆逊曾任东吴丞相、上大將軍；父陆抗曾任东吴大司马，领兵与晉国羊祜对抗。父亲死的时候陆机十四岁，与其弟分领父兵，为牙门将。20岁时，吴亡，陆机与其弟陆云隐退故里，十年闭门勤学，期間兩人經常來到由拳县郊外的华亭遊玩。晋武帝太康十年（公元289年），陆机和陆云来到京城洛阳，初時由於談吐有吳國鄉音，受時人嘲弄，卢志当众羞辱陆氏兄弟，故意问陸機：“陆逊、陆抗，是君何物？”陆机答曰：“如君于卢毓、卢珽。”卢志聽後不悅，雙方结下仇恨。弟弟陸雲聽聞對話後變了臉色，從屋裡出來說：「何必如此，他可能真不知道。」陸機嚴肅說道：「我父親和祖父名揚四海，難道會不知道，鬼子當著我們的面直呼他們的名諱，敢如此無禮！」卢志此後寻机向司马颖进言：“陆机自比管、乐，拟君暗主，自古命将遣师，未有臣陵其君而可以济事者也。”
二陆拜訪时任太常的西晉学者张华，得张华看重，使得二陆名气大振。时有“二陆入洛，三张减价”之说（“三张”指张载、张协和张亢）。
陆机曾为成都王司马颖表为平原内史，故世称“陆平原”（汉置平原郡辖十九县，晋为平原国，诸侯国不设丞相而设内史负责政务）。司马颖在讨伐长沙王司马乂的时候，任用陆机为后将军，河北大都督，率领二十多万人。陆机领兵引起了北人攻讦，同鄉孙惠“忧其致祸，劝机让都督于王粹”，但陆机不聽。
陆机立功心切，“列军自朝歌至于河桥，鼓声闻数百里，汉魏以来，出师之盛，未尝有也。”陆机与挟持了晋惠帝的司马乂战于鹿苑，然屢戰屢敗。宦人孟玖及其弟孟超等向司马颖表示陆机大敗之下，必起反叛之心以免受罰，於是陆机遂为司马颖所杀，同時夷滅三族。

## 作品
陆机被誉为“太康之英”。流传下来的诗，共104首，大多为乐府诗和拟古诗。代表作有《猛虎行》、《君子行》、《长安有狭邪行》、《赴洛道中作》等。赋今存27篇。散文中，除了《辯亡论》，代表作还有《弔魏武帝文》。其文音律谐美，讲求对偶，典故很多，开创了骈文的先河。而在文學理論方面，陸機的著作為《俳賦》（駢賦、小賦），裡面除創作論部份的論述之外，提出了「詩緣情」之說，開啟了中國文學「詩言志」一派的說法。
另外陆机在史学方面也有建树，曾著《晋纪》四卷（由《三祖纪》和《武帝纪》二部分组成），《吴书》（未成）、《洛阳记》一卷等。南宋徐民臆发现遗文10卷，与陆云集合辑为《晋二俊文集》。明朝张溥《汉魏六朝百三家集》中輯有《陆平原集》。
陆机擅长草书，是章草的代表人物，著名作品为《平复帖》。

## 評價
- 刘勰《文心雕龙·才略篇》评其诗云：“陆机才欲窥深，辞务索广，故思能入巧，而不制繁。”
- 明朝张溥赞之：“北海以后，一人而已”。
- 南朝梁鍾嶸：“余常言：‘陸才如海，潘才如江。’”

## 延伸阅读
[在维基数据编辑]
 在维基文库阅读此作者作品（ 在维基共享资源阅览影像）
 《晉書/卷054》，出自房玄齡《晉書》

## 外部連結
- 蔡宗齊：〈先秦漢晉言實之論與陸機劉勰的文學創作論 （页面存档备份，存于）〉。
- 陸平原集題詞